# Aeroporto Internacional de Porto Alegre
O Aeroporto Internacional de Porto Alegre, denominado oficialmente Aeroporto Internacional Salgado Filho, (IATA: POA, ICAO: SBPA) é um aeroporto internacional localizado em Porto Alegre, Rio Grande do Sul, sendo o principal aeroporto do Estado e um dos mais importantes do Brasil. Localizado no bairro São João, na zona norte de Porto Alegre, o complexo aeroportuário possui uma área total de 3,8 milhões de metros quadrados e é servido por um sistema de acesso viário integrado à Avenida dos Estados e à BR-116. Sua estrutura conta com dois terminais de passageiros, oferecendo serviços de embarque e desembarque doméstico e internacional.
O aeroporto foi batizado em homenagem a Joaquim Pedro Salgado Filho, primeiro ministro da Aeronáutica do Brasil. Administrado pela concessionária Fraport Brasil desde 28 de julho de 2017, o aeroporto passou por um processo de modernização e ampliação, incluindo a ampliação da pista principal para 3,2 mil metros, permitindo a operação de aeronaves de grande porte e impulsionando a conectividade internacional. Além de seu papel no transporte de passageiros, o Salgado Filho se destaca como um importante centro logístico para o transporte de cargas, consolidando sua relevância estratégica para a economia do estado e do país.
O aeroporto é o 9º maior do Brasil e as rotas domésticas representam 93% de seu tráfego total. Em 2017, ficou em terceiro lugar no Prêmio Avião Revue, na categoria Melhor Aeroporto do Brasil.

## Histórico
O local onde está situado o aeroporto fica dentro da propriedade que era de Jerônimo de Ornelas, proprietário de diversos lotes de terra em Porto Alegre. A área foi ocupada pelo governo do estado e posteriormente desapropriada. Nesse período, a área também chegou a ser ocupada pela Brigada Militar, que por meio de um processo envolvendo o estado, passou a utilizá-la parcialmente para desenvolvimento de unidades paramilitares no combate às revoluções da época. Na época, havia uma pista de terra com seiscentos metros de comprimento, localizada no campo da várzea do Rio Gravataí, onde foram construídos dois galpões destinados a abrigar as oficinas e hangares. Em 15 de setembro de 1923, era concluída a construção do primeiro aeroporto de Porto Alegre, que pertencia ao Serviço de Aviação da Brigada Militar. Este serviço encerrou suas atividades em 1924 e o local passou a ser conhecido como Aeródromo de São João. Por volta de janeiro de 1924, a Brigada Militar cedeu e arrendou os aviões e o aeródromo com pista e hangares a Orestes Dionísio Barroni, que tinha por objetivo instalar uma escola de aviação civil.
A Varig, primeira companhia aérea do Brasil, iniciou suas operações utilizando um hidroavião Dornier Do J, apelidado de Atlântico, com capacidade de nove passageiros, considerado um dos mais modernos de sua época, que fez seu voo de estreia de Porto Alegre a Rio Grande, no estado do Rio Grande do Sul. No início, operava também o Dornier Komet a partir da Ilha Grande dos Marinheiros, no Rio Guaíba. Em 1932, adquiriu seu primeiro avião com trem de pouso, um Junkers A-50 Junior, e depois o Junkers F.13, iniciando suas operações no aeroporto. Nesse mesmo ano, instalou-se também nesta área a Base Aeronaval do Rio Grande do Sul, cujo comandante era o Capitão de Corveta Luiz Neto dos Reis. Esta base foi utilizada por seis meses como apoio à navegação marítima, lacustre e a rede de faróis costeiros. Em 1937, teve início o processo de desapropriações de terrenos adjacentes à área ocupada pelo Aeródromo de São João para sua futura ampliação e a construção do Aeroporto de Porto Alegre e, neste período, foi construído o primeiro terminal de passageiros. Com a Segunda Guerra Mundial, o Ministério da Aeronáutica determinou a redução do ritmo das obras do aeroporto, deslocando o material e pessoal para a construção da Base Aérea de Gravataí, atual Base Aérea de Canoas. As obras do aeroporto foram atribuídas a Secretaria de Obras Públicas e mais tarde ao Departamento Aeroviário do Estado, que deu início à construção do primeiro terminal de passageiros e pavimentação do primeiro trecho de 900 metros de comprimento e 42 metros de largura da pista. Com esta melhoria, os aviões triciclos Convair 240, 340 e 440 poderiam pousar no aeroporto.
Em 12 de outubro de 1951, o aeroporto passou a ser designado Aeroporto Internacional Salgado Filho, em homenagem a Joaquim Pedro Salgado Filho, senador e ministro da Aeronáutica. O novo trecho de pista e os doze módulos do terminal de passageiros foram inaugurados em 19 de abril de 1953. Posteriormente, foram construídos outros 700 metros de pista de concreto em convênio com a União e o estado. Em continuação ao trecho executado pelo Estado, foi construído o último trecho da pista, totalizando 2 280 metros de comprimento, bem como a construção das pistas de taxiamento e ampliação do pátio de estacionamento para atender aeronaves de grande porte. Em 7 de janeiro de 1974, a Empresa Brasileira de Infraestrutura Aeroportuária (Infraero) assumiu a administração, operacionalidade e exploração comercial e industrial do aeroporto. Em 1982, novos recursos foram destinados à ampliação do terminal de passageiros, pois a demanda aeroportuária já alcançava índices elevados de movimento. Em 1986, foram destinadas áreas para a construção dos novos terminais de carga e manutenção para as empresas Vasp, Transbrasil, SATA e Empresa de Correios e Telégrafos.
Em 1987, o estacionamento em frente ao aeroporto foi ampliado de 280 para 750 vagas. Neste ano foi realizada a modernização da marquise em frente ao aeroporto, a remodelação de uma das salas de embarque, a duplicação de outra sala de embarque e a ampliação do desembarque doméstico. Em 1995, foi concluída a ampliação do terminal de cargas e a instalação da segunda esteira de bagagem no desembarque doméstico. Em 1996, foi assinada a ordem de serviço para início da construção do novo complexo aeroportuário. Em outubro de 2001, foi inaugurado o novo terminal do aeroporto, transferindo todas as operações para este novo terminal. Em dezembro de 2010, foi reinaugurado o antigo terminal de passageiros, que passou a ser denominado como Terminal 2. Neste mesmo ano, foi instalado o sistema de pouso por instrumentos, que era requisitado pelos pilotos, devido a baixas condições de visibilidade, principalmente no inverno.

## Concessão à iniciativa privada

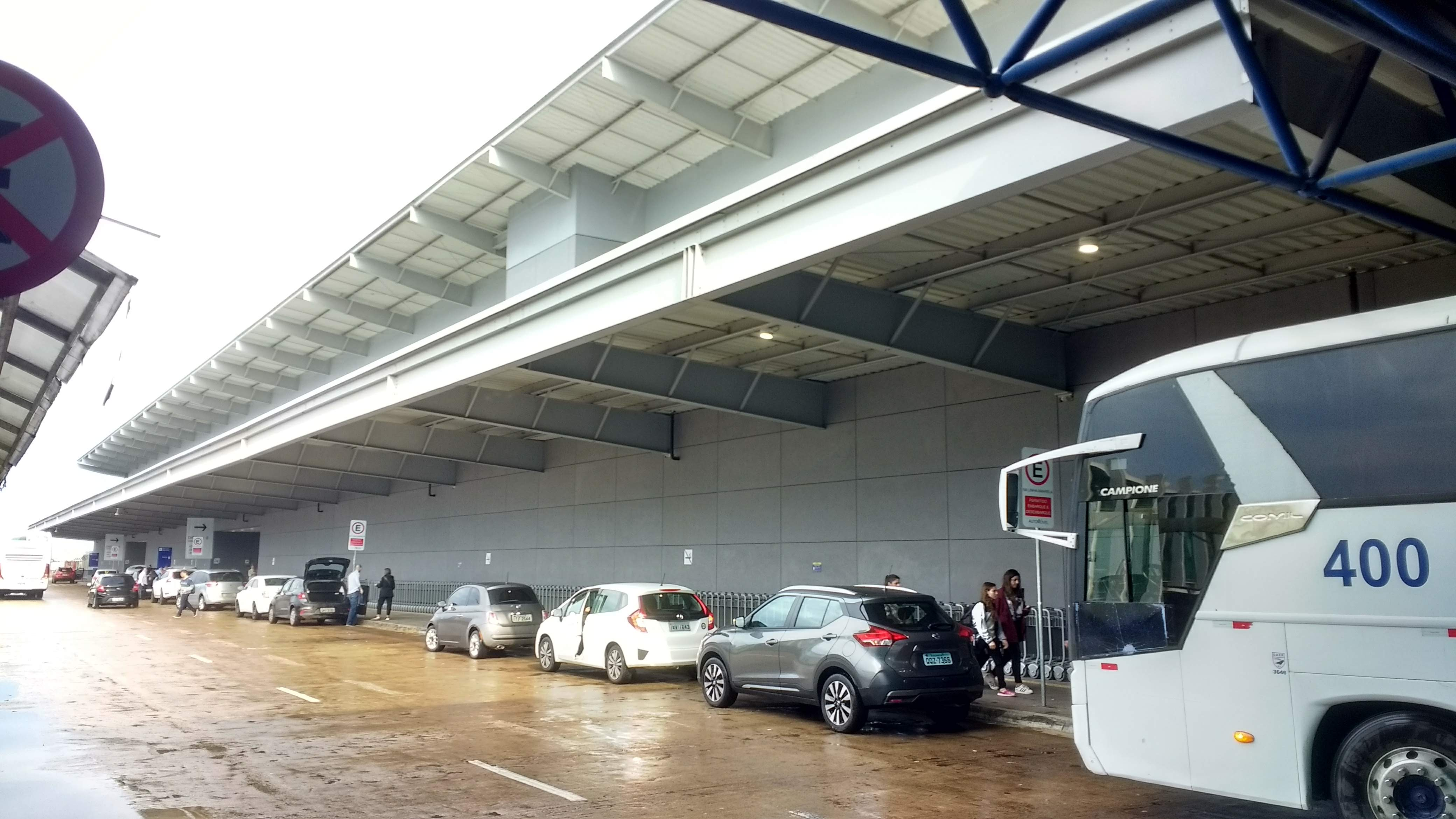
Setor doméstico

Em 13 de setembro de 2016, o presidente Michel Temer decidiu conceder o aeroporto de Porto Alegre, juntamente com outros três aeroportos do Brasil, para a iniciativa privada. Segundo o edital, o consórcio vencedor deveria administrar o aeroporto por um período de 25 anos e fazer as ampliações necessárias. A medida foi adotada como emergencial, já que o governo anunciou a extinção da Empresa Brasileira de Infraestrutura Aeroportuária, que administrava o aeroporto. A administração da FRAPORT iniciou no dia 28 de julho de 2017.
Durante um leilão realizado na sede do B3, a empresa FRAPORT ofereceu 382 milhões de reais para obter a administração do aeroporto. Ao assinar o contrato, a empresa comprometeu-se a realizar diversas obras de ampliação. Em outubro de 2017, a empresa anunciou uma estimativa de investimento inicial de cerca de R$ 600 milhões no aeroporto. Em fevereiro de 2018, com o projeto de ampliação já estabelecido, a companhia confirmou que os aportes chegarão a R$ 1,5 bilhão.
Entre as obras de ampliação necessárias, está a ampliação da pista de pouso e decolagem em 920 metros, passando dos atuais 2 280 metros para 3 200 metros, o que possibilitaria a operação de grandes aeronaves de passageiros e cargas, como o Boeing 747, 777 e Airbus A350. Atualmente, aviões de carga não conseguem decolar com plena capacidade para viagens a longa distância. Nos últimos cinco anos, dos 3,34 bilhões de dólares exportados via aérea pelo Estado, apenas 442 milhões de dólares foram embarcados no aeroporto, isto porque cerca de 40% das operações são realizadas em aeroportos de São Paulo. A obra de extensão da pista deverá estar concluída até o fim de 2021.
Outra obra prevista em contrato é a ampliação do Terminal 1, principalmente nas áreas de check-in, raio-x, esteiras e embarque e desembarque e a instalação de quatorze pontes de embarque e oito posições remotas, para embarque e desembarque de passageiros nas aeronaves. O contrato também prevê a construção de outro edifício-garagem, ao lado do já existente, o que aumentaria a capacidade do estacionamento de 2,6 mil para 4,3 mil veículos.
Uma obra, que não estava prevista no edital mas será realizada, é a construção de um novo terminal de cargas ao lado do Terminal 1, que será maior que o existente e terá capacidade para receber grandes aeronaves. Na área onde existe atualmente o terminal de cargas, será construída uma extensão do pátio, aumentando a capacidade para 20 aeronaves.
Em março de 2018, a Fraport iniciou trabalho de demolição da obra do novo terminal de passageiros, inciada pela Infraero em outubro de 2013 e paralisada por mais de 12 meses. A falta de cuidado, aliada ao longo tempo de exposição ao ambiente, inviabilizaram o aproveitamento da estrutura que custou mais de R$ 30 milhões.
No dia 19 de maio de 2022, a  Fraport entregou a obra de ampliação da pista, que passou dos 2.280m para 3.200 metros de extensão. Obra com custo estimado em R$135 milhões que sofreu atrasos na entrega devido à pandemia de COVID-19.  Uma das novidades é que a área de escape, projetada para dar mais segurança a pousos e decolagens, foi construída com 240 metros de comprimento e 150 metros de largura e com grama.
Com isso, o terminal passa a ter a maior pista de pouso e decolagens do sul do país, possibilitando conexões diretas com grandes aeronaves de carga e passageiros, permitindo melhores voos para Europa, Estados Unidos ou Oriente Médio sem precisar de conexões.  Poderão pousar aeronaves com autonomia de 13,45 mil quilômetros e capacidade de transporte de até 397 toneladas, incluindo carga, passageiros e o peso do próprio avião.
No mesmo dia da entrega da obra, pousou o voo TP117, proveniente de Lisboa, através da TAP Air Portugal, com a aeronave Airbus A330neo.

## Estrutura

### Terminal 1

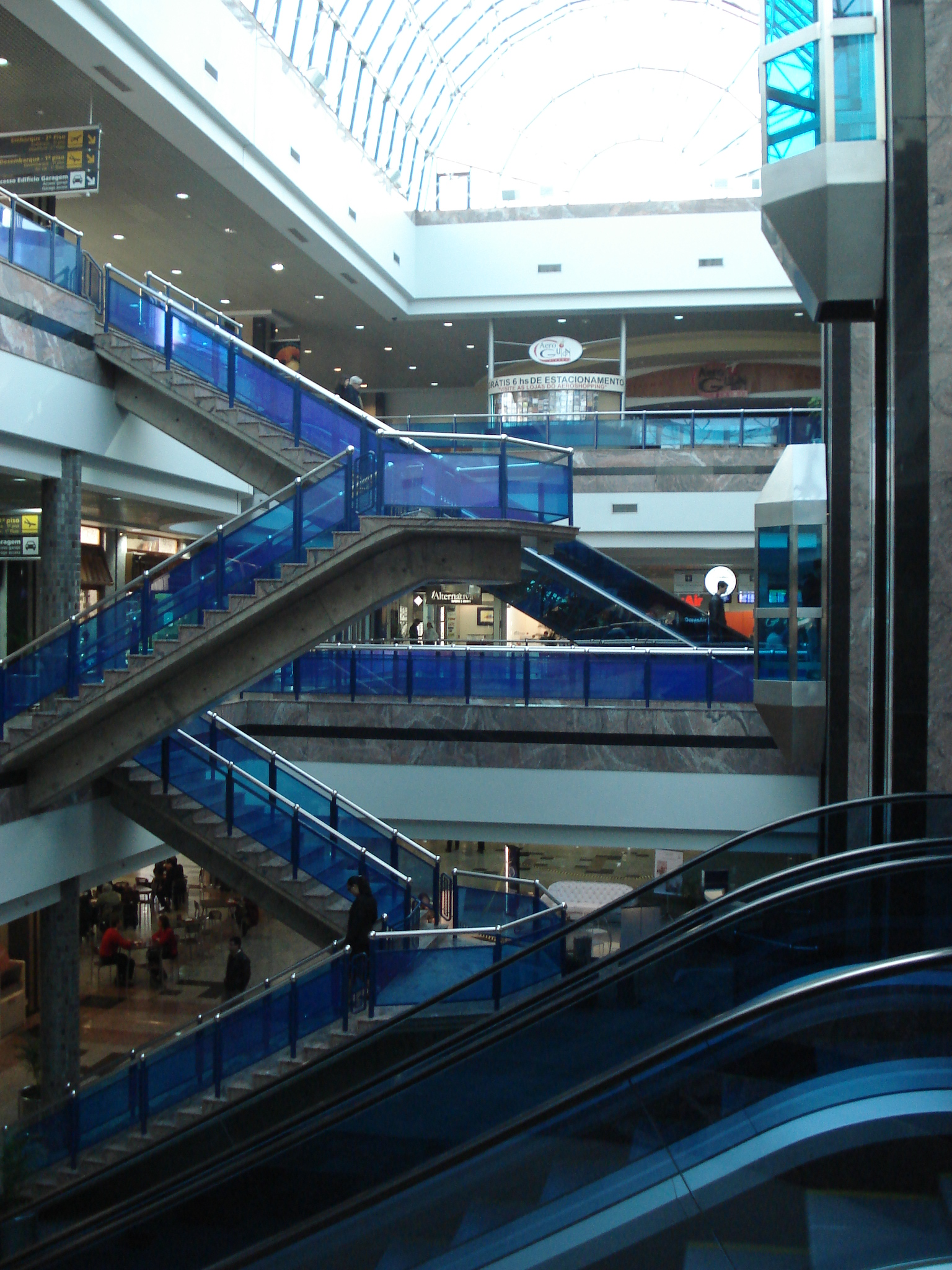
Escadas entre andares do Terminal 1

O Terminal 1 é o maior e mais recente do aeroporto, foi inaugurado em 2001, após o aumento da demanda no aeroporto. O terminal tem acesso pela avenida Severo Dullius através de um sistema viário próprio e conta com três andares. Após ampliação do terminal em 2019, passou a ter área construída de 72.000 m², 24 portões e 16 pontes de embarque, que podem receber simultaneamente 5 das maiores aeronaves em operação,  66 balcões de check-in, 5 esteiras de restituição de bagagens duplas (3 no doméstico e 2 no internacional), 120 pontos comerciais distribuídos em todos os andares e dois edifícios garagens para 4200 vagas cobertas.
No nível térreo do terminal estão os desembarques doméstico e internacional, área de recuperação de bagagens, pontos de ônibus e demais meios de transporte.  No primeiro andar está a área de check-in doméstico e internacional e acesso ao Aeromóvel (sistema de transporte que liga o aeroporto à estação metrô Trensurb) e no terceiro andar encontra-se a praça de alimentação e os embarques doméstico e internacional.
O terminal tem capacidade de receber até 15 milhões de passageiros por ano, enquanto três companhias operam voos nacionais para as regiões sul e sudeste e cinco companhias operam voos internacionais para a América do Sul, América Central e Europa.

### Terminal 2

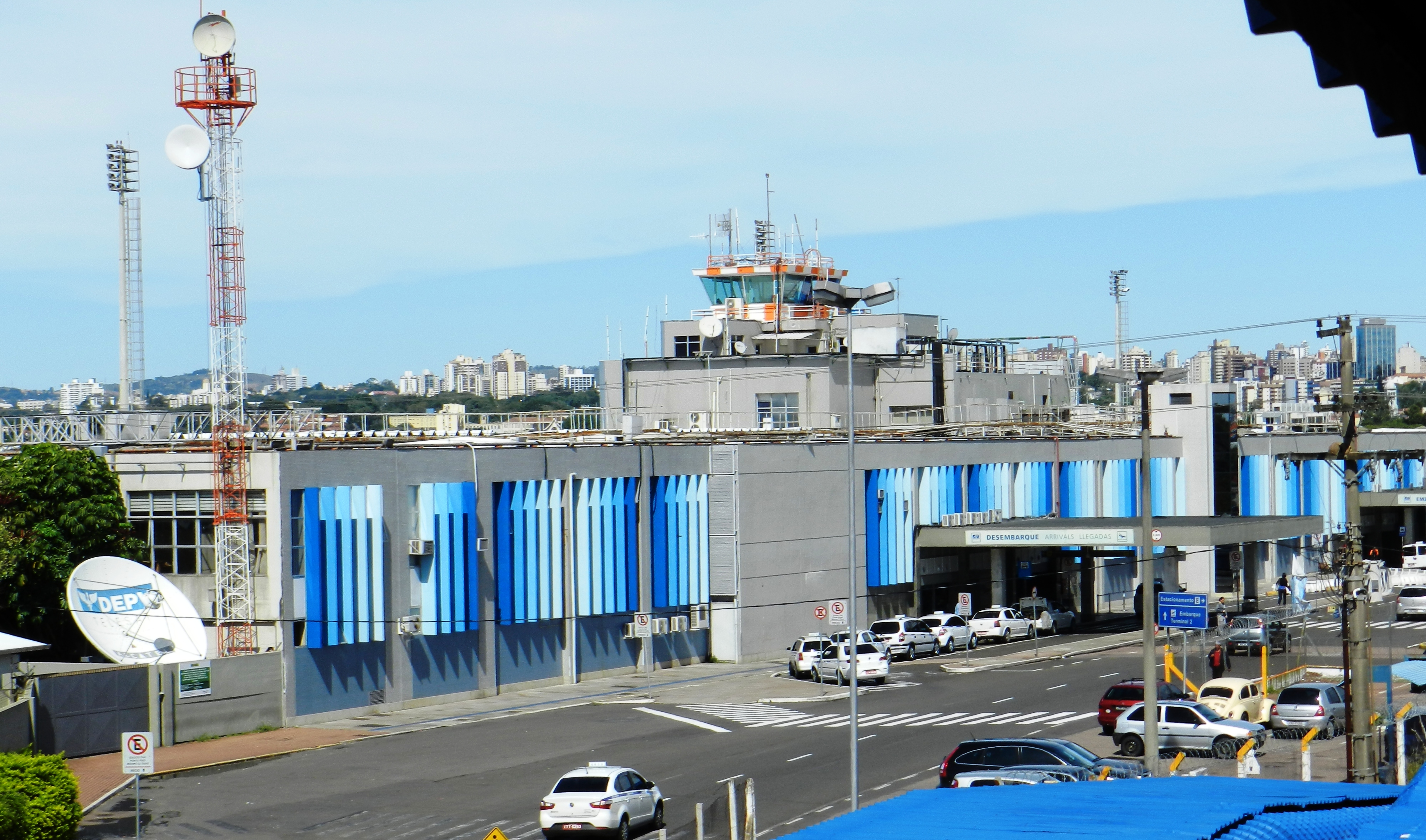
Fachada do terminal 2

O Terminal 2, também conhecido como "Aeroporto Antigo", foi inaugurado em 1940, para atender a Varig, que operava no aeroporto. Passou por diversas obras de ampliações até 2000, quando foi construído o Terminal 1, desativando as operações neste terminal. O terminal ficou sem utilização até 2010, quando foi reformado, passou a atender as exigências da Infraero, e foi reinaugurando, abrigando as operações da Azul Linhas Aéreas Brasileiras e WebJet Linhas Aéreas, o que desafogou as operações no Terminal 1.
O terminal contava com nove balcões e oito totens de check-in, de uso exclusivo da Azul, além de sala de embarque e desembarque, praça de alimentação e lojas. A Azul operava, partindo deste terminal, voos para as regiões sul, sudeste e centro-oeste do Brasil, além de voos para o Uruguai. A partir de setembro de 2019, todas as operações da Azul foram transferidas para o Terminal 1, de maneira que o T2 ficou reservado apenas a funções administrativas e eventuais desembarques VIP.

### Terminal de cargas
O primeiro Terminal de Cargas - TECA foi inaugurado em 1986 e era utilizado nesta época pelas empresas Vasp, Transbrasil, SATA e Correios.  Este TECA, com capacidade para 35 mil ton/ano, foi desativado após inauguração do novo empreendimento. No ano de 2021, foram movimentadas 16.083 toneladas de cargas.
Em 2021 a FRAPORT entregou um novo Terminal de Cargas, com capacidade para processar 100 mil ton/ano, localizado na Avenida Severo Dullius, 800, Bairro São João, com acesso pela segunda rótula, após o Terminal de Passageiros.
O empreendimento possui as seguintes características: área construída de 10.559 m² armazém de importação: 3.400 m²; armazém de exportação: 3.000 m²; complexo de câmaras frigoríficas: 388 m²; armazém de carga perigosa: 300 m²; posições de armazenamento vertical: 1.568.
O complexo possui ainda: 11 espaços para locação; 17 docas (3,45 m x 25,00 m); 10 espaços para espera de caminhões (3,45 m x 25,00 m), 587 vagas de estacionamento.
Os principais tipos de cargas são: metal mecânico, eletrônicos, ferramentas, medicamentos, têxtil, couro, máquinas e equipamentos, perecíveis, automotiva, polímeros, animais vivos, agropecuária, hospitalar, alimentícias e cargas perigosas de todas as classes embarcadas em aeronaves.

### Aeromóvel

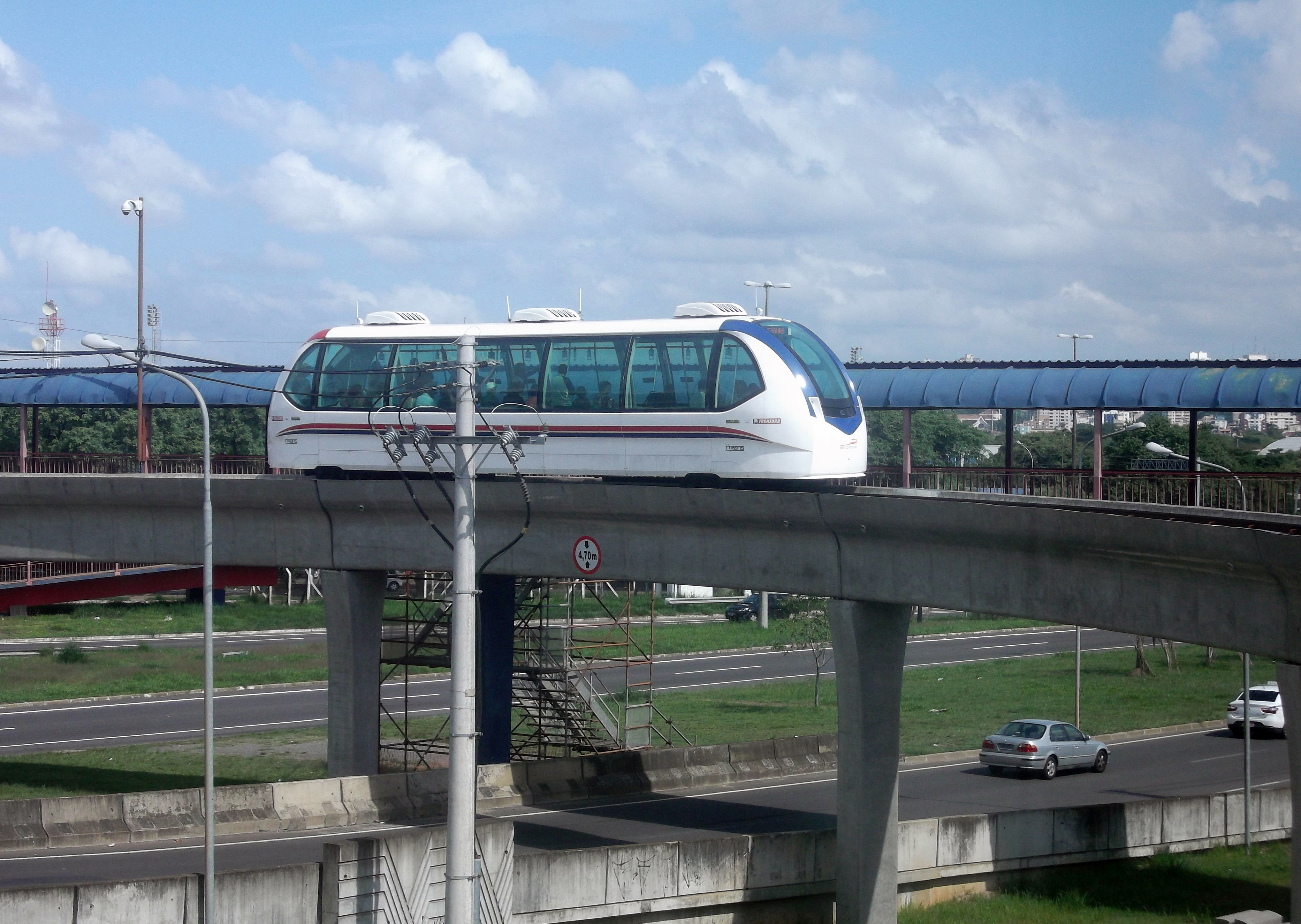
Aeromóvel em operação no aeroporto.

O aeromóvel instalado no aeroporto é a primeira linha da tecnologia em operação comercial no Brasil, inaugurada em 10 de agosto de 2013 e funcionando com cobrança de passagem desde 7 de maio de 2014, interliga a Estação Aeroporto do Metrô de Porto Alegre ao Terminal 1 do aeroporto, funcionando no mesmo horário dos trens. O trajeto de 814 metros, com duas estações de embarque, é percorrido em 2 minutos e 35 segundos. A linha conta com dois veículos, um com capacidade para 150 passageiros, outro para trezentos passageiros, cujo funcionamento se dá conforme a demanda do período.

## Movimento
Ver a consulta original do Wikidata.

### Passageiros

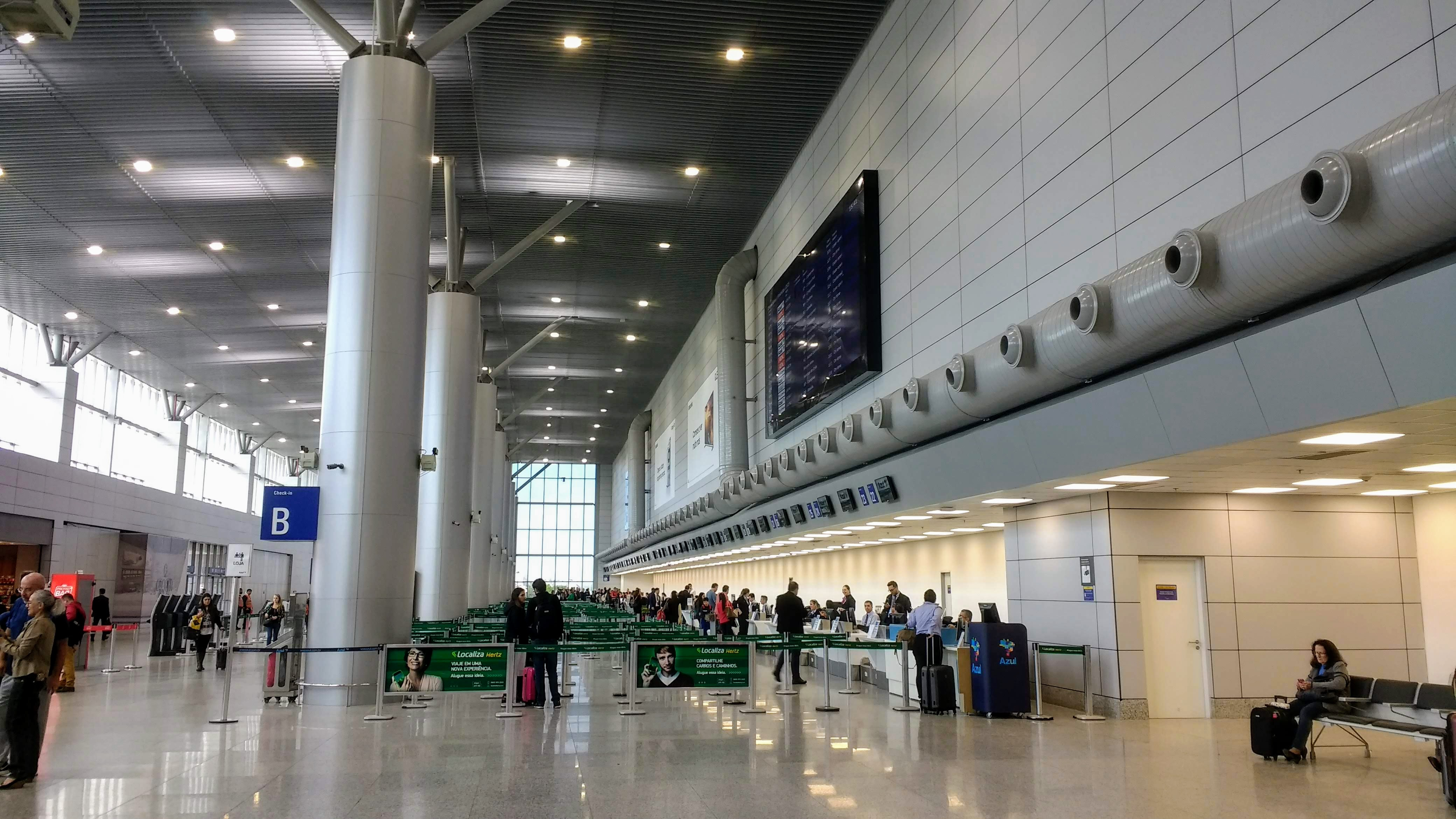
Balcões de check-in no aeroporto

| Ano  | Passageiros | Doméstico | Internacional |
| ---- | ----------- | --------- | ------------- |
| 2007 | 4 277 211   | 3 942 047 | 335 164       |
| 2008 | 4 821 451   | 4 442 569 | 378 882       |
| 2009 | 5 519 013   | 5 178 092 | 340 921       |
| 2010 | 6 558 933   | 6 132 909 | 426 024       |
| 2011 | 7 692 744   | 7 149 462 | 543 282       |
| 2012 | 7 888 109   | 7 268 381 | 619 728       |
| 2013 | 7 809 085   | 7 327 355 | 481 730       |
| 2014 | 8 305 195   | 7 713 150 | 592 045       |
| 2015 | 8 194 176   | 7 699 115 | 495 061       |
| 2016 | 7 433 169   | 7 079 829 | 353 340       |

### Aeronaves

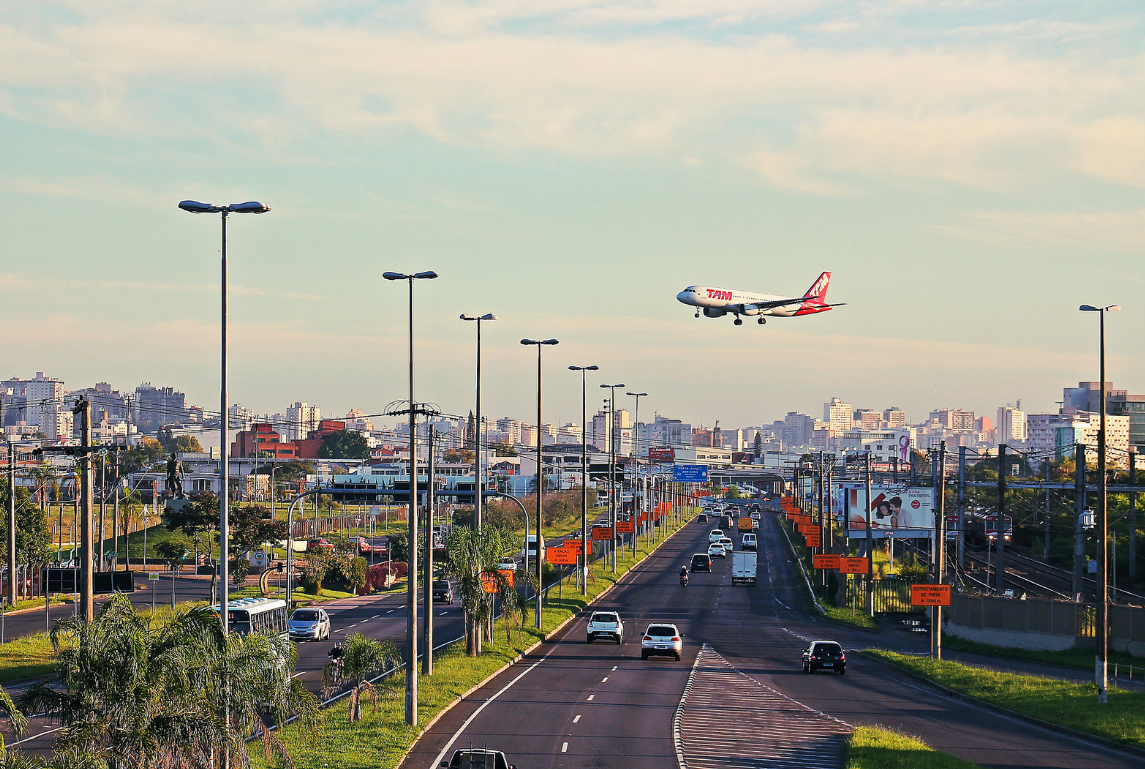
Airbus A319 da LATAM Airlines Brasil durante aproximação para pouso no aeroporto.

| Ano  | Aeronaves | Domésticas | Internacionais |
| ---- | --------- | ---------- | -------------- |
| 2007 | 48 117    | 39 607     | 8 510          |
| 2008 | 52 491    | 43 026     | 9 465          |
| 2009 | 62 153    | 53 584     | 8 569          |
| 2010 | 70 052    | 61 617     | 8 435          |
| 2011 | 77 538    | 68 328     | 9 213          |
| 2012 | 74 466    | 66 061     | 8 405          |
| 2013 | 70 589    | 65 433     | 5 156          |
| 2014 | 71 725    | 65 880     | 5 845          |
| 2015 | 70 154    | 65 165     | 4 989          |
| 2016 | 62 250    | 59 201     | 3 049          |

## Acidentes

### Voo TAM 3054

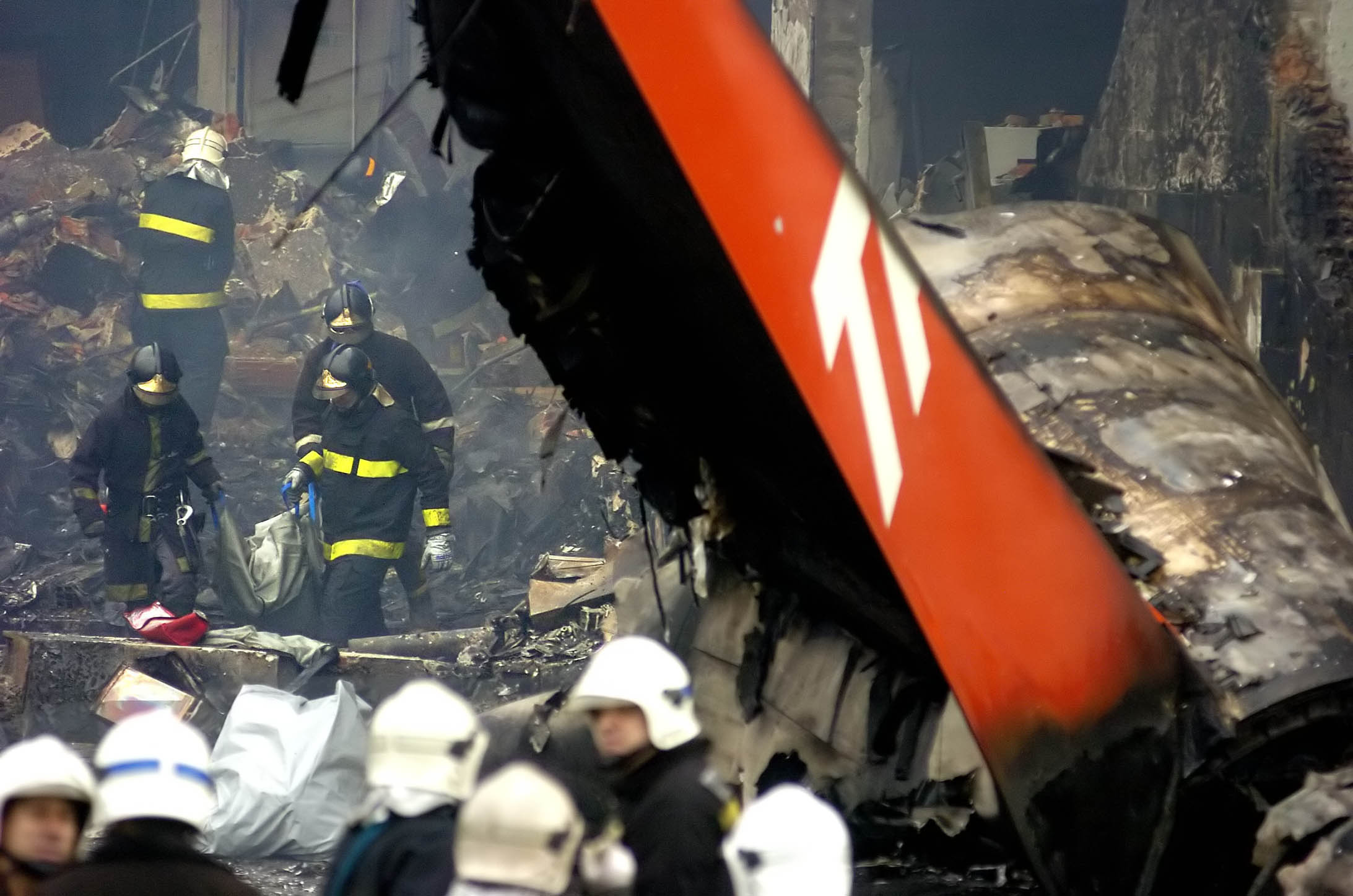
Destroços do avião após o acidente

Em 17 de julho de 2007, um Airbus A320 da TAM Linhas Aéreas (atual LATAM Airlines Brasil), prefixo PR-MBK, estava programado para realizar um voo a partir do aeroporto Salgado Filho ao Aeroporto de Congonhas, em São Paulo. Durante a aproximação a aeronave foi autorizada a pousar na pista 35L, em Congonhas. Testemunhas oculares e câmeras de segurança do aeroporto mostraram que a aeronave tocou a pista na área conhecida como "zona de toque", onde todas as aeronaves devem pousar, ela não diminuiu sua velocidade, atravessando a pista a uma velocidade média de 90 nós (170 quilômetros por hora). A aeronave fez uma curva abrupta para a esquerda, saindo da pista e invadindo o gramado e o pátio de manobras do aeroporto. A pista foi construída sobre um platô, ao lado da avenida Washington Luis, a qual estava com movimento intenso no momento. A aeronave saiu das delimitações do aeroporto, planou sobre a avenida e colidiu com o edifício da TAM Express, causando um incêndio imediato. Todas as 187 pessoas a bordo e doze pessoas em solo faleceram na hora. O terreno, onde estava localizado o prédio da TAM, foi transformado em uma praça em memória as vítimas.

### Outros acidentes
Em 18 de maio de 1969, um Piper PA-32, operado pelo Taxi-Aéreo Porto-Alegrense, fazia um voo partindo do Aeroporto de Bento Gonçalves até Porto Alegre, com três pessoas a bordo. Durante a aproximação para pouso, a cerca de trezentos metros da cabeceira da pista, o avião perdeu a sustentação após uma esteira de turbulência, causada por um avião turbojato, vindo a colidir com uma casa. Os três ocupantes, incluindo dois irmãos da família Dreher, morreram no acidente.

## Enchentes de maio de 2024
Em maio de 2024, o aeroporto foi atingido pelas águas provenientes das enchentes no Rio Grande do Sul. A pista de decolagem e os prédios foram inundados e a água atingiu 2,5 metros de altura em alguns pontos do aeroporto. Diante da situação, a Fraport, administradora do complexo aeroportuário, suspendeu por tempo indeterminado todos os voos que passam pelo terminal.
No dia 14 de maio, a Agência Nacional de Aviação Civil (ANAC) suspendeu, por tempo indeterminado, as vendas de passagens para voos que tenham como destino ou partida o aeroporto de Porto Alegre.
Alguns dos voos inicialmente previstos para chegar ou partir do aeroporto de Porto Alegre foram redirecionados para a Base Aérea de Canoas, administrada pela Força Aérea Brasileira (FAB). Outros aeroportos do interior do Rio Grande do Sul, tais como os de Caxias do Sul, Santa Maria, Pelotas e Passo Fundo também têm recebido voos redistribuídos após as enchentes no aeroporto de Porto Alegre.
Ainda não é possível avaliar com precisão a extensão dos danos sofridos pelo aeroporto de Porto Alegre, mas sabe-se que as pistas foram muito atingidas, uma vez que a água continua estagnada no local, o que afeta a planicidade para aviões se moverem, mesmo que se retirem as águas e se limpem as pistas.
Danos estruturais elétricos foram registrados no aeroporto, como no sistema de geração e distribuição de energia para o terminal. Equipamentos como bombas de sucção, guinchos e geradores foram emprestados ou doados para a drenagem das águas paradas no aeroporto.
Em 27 de maio, a Base Aérea de Canoas passou a receber voos comerciais, com planos de aumentar a frequência inicial de 35 para 70 voos semanais a partir de 10 de junho. A Fraport realiza o embarque e desembarque através de um terminal remoto no ParkShopping Canoas, a cerca de 4 quilômetros do aeródromo.
Em 3 de junho, a concessionária iniciou o processo de limpeza da pista e dos pátios de aeronaves, além de testes e sondagens para avaliação da resistência do solo. O complexo vem recebendo visita técnica de comitiva formada por membros do Ministério de Portos e Aeroportos (MPor), da Secretaria Nacional de Aviação Civil (SAC) e da ANAC.
As operações foram parcialmente retomadas em 21 de outubro de 2024. Inicialmente serão retomados os voos domésticos de maneira gradual. A volta de voos internacionais e do fluxo normal de voos é prevista para dezembro do mesmo ano.